# Rights Expression Language
I Rights Expression Languages o REL (in italiano: Linguaggi di espressione dei diritti) sono linguaggi di programmazione usati per la gestione dei diritti digitali (DRM).
Solitamente i REL sono espressi in XML, ma ciò non è un requisito e può essere usato qualsiasi formato.
Alcuni usano l'RDF e lo schema RDF.
Sebbene i REL possono essere processati direttamente, sono più comunemente incoroporati come metadato dentro altri documenti come con i libri digitali (ebook), i file audio MP3 o i video scaricabili.
I più noti linguaggi REL sono:
- ccREL

Uno schema RDF usato in un progetto Creative Commons per esprimere le sue licenze.
Questo stesso vocabolario è stato adottato anche dal progetto GNU per esprimere la licenza GPL in una forma leggibile dalle macchine.
- ODRL

Uno standard aperto per un REL basato su XML.
- XrML

XrML nasce sotto Xerox negli anni novanta del XX secolo.
Dopo essere passato a diverse versioni in progetti separati, successivamente ha formato le basi per il REL dello MPEG-21.
- MPEG-21

In MPEG-21 nella parte 5 è incluso un REL.